# Supercoppa di Polonia 2014 (pallacanestro)
La Supercoppa di Polonia 2014 è la 9ª Supercoppa di Polonia di pallacanestro maschile.
La partita è stata disputata il 1º ottobre 2014 presso il PGE Turów Arena di Zgorzelec tra il Turów Zgorzelec, campione di Polonia 2013-14 e lo Śląsk Breslavia vincitore della Coppa di Polonia 2014.

## Finale
| Arbitri: | Marek Ćmikiewicz Dariusz Szczerba Dariusz Włodkowski |

| |            | |
| Chyliński 24 | Punti      | 15 Trice |
| Taylor 5 | Assist     | 5 Skibniewski |
| Karolak 8 | Rimbalzi   | 6 Jakovlev, Kinnard |
| 8 Chyliński• 9 Karolak• 14 Moldoveanu• 21 Taylor• 44 Žigeranović 1 Collins• 6 Kurzyński• 7 Kulig• 10 Jaramaz• 11 Gospodarek• 12 Wiśniewski• 19 Nikolić | Formazioni | 6 Skibniewski• 7 Mladenović• 11 Dłoniak• 12 Kinnard• 14 Jakovlev 4 Burnatowski• 5 Trice• 8 Hyży• 10 Tomaszek• 13 Kulon• 15 Gabiński• 22 Česnauskis |
| Miodrag Rajković | Allenatori | Emil Rajković |